# Austroaeschna obscura
Austroaeschna obscura är en trollsländeart som beskrevs av Günther Theischinger 1982. Austroaeschna obscura ingår i släktet Austroaeschna och familjen mosaiktrollsländor. Inga underarter finns listade i Catalogue of Life.